# Muskiz
Muskiz en basque ou Musques en espagnol est une commune de Biscaye dans la communauté autonome du Pays basque en Espagne.
À la suite du découpage moderne des comarques, Muskiz a été rattachée à la sous-comarque de Meatzaldea (Zona Minera en espagnol), intégrée à la comarque du Grand Bilbao. Cependant, d'un point de vue historique, Muskiz appartient aux Enkarterri (ou Encartaciones en espagnol) et à la Vallée de Somorrostro, entité disparue en 1805 qui constituait l'une des dix républiques ou Conseils des Enkarterri.

## Géographie

### Géographie physique
La commune, située sur le point le plus occidental de la côte biscaïenne, est limitée au nord par la mer Cantabrique, au sud par Galdames, et à l'est par Abanto-Zierbena et Zierbena. Par l'ouest, elle est limitrophe de Castro-Urdiales, ville appartenant à la communauté autonome uniprovinciale de Cantabrie.
La commune est encaissée dans la vallée de la rivière Mayor ou Barbadun qui se jette dans la mer Cantabrique à son passage par le quartier de l'Arena, plage dont le territoire est partagé avec Ciérvana.
Parmi les montagnes qui entourent Muskiz, le sommet le plus élevé est le pic Mello, au sud de la commune, qui culmine à 626 m. Les autres sommets principaux sont le Peña Corbera (361 m), le pic Garrigue (269 m), le pic Ramos (229 m) et le Janeo (203 m).

### Localités
La municipalité est composée des localités suivantes : Carrascal, Cobarón (ou Cobaron), El Cerro, El Crucero, El Haya (Zelaya), El Pobal, El Valle, La Campa, La Casería, La Rabuda, La Rigada (Larrinaga), La Sequilla, Las Acacias, Laureta, Memerea, Nesilla, Oyancas, Pobeña, San Juan Somorrostro / Muskiz (localité principale de Muskiz), San Julian de Muskiz (ancienne capitale du Conseil et origine du nom de la localité), San Martín de Muñatones, Santelices,

## Histoire

### Antiquité
Les Romains, à la suite de la conquête de la région, exploitaient déjà les mines de fer de la région. Au Ier siècle, le géographe romain Pline l'Ancien précise dans son Histoire naturelle que :
de tous les métaux, la plus longue veine est celle du fer. Dans la partie de la Cantabrie en bordure de mer, il y a une montagne extrêmement haute, tout de cette matière, chose incroyable.
Il semble donc que les Romains connaissaient l'existence de la veine de minerai de fer de la montagne Triano qui s'étendait dans l'actuelle zone minière de Biscaye, entre Barakaldo et Somorrostro.
La colonie romaine de Flaviobriga, fondée sur le site de Portugalete ou de Castro-Urdiales en 74, à l'époque de l'empereur romain Vespasien sur un noyau indigène préexistant, Portus Amanum ou Port des Amanos. Il existe également quelques preuves de présence romaine dans la ria du Barbadún et dans le territoire de Somorrostro.

### Moyen Âge
Jusqu'au IXe siècle, il y a un grand vide documentaire. Dans la chronique d'Alphonse III, vers 880, on dit que son prédécesseur Alphonse Ier a repeuplé Carranza et Sopuerta. Le premier document écrit dans lequel on cite la vallée de Somorrostro, à laquelle appartient Muskiz, est daté de 1068. Apparemment, le processus d'acculturation romain ne serait pas arrivé à changer les us et coutumes de la population indigène, qui a continué d'exploiter les ressources agricoles et d'élevage des domaines mal définis territorialement.
Avec la diffusion du christianisme apparaît un nouvel élément de référence économique et social : l'église. Les églises sont généralisées à partir du XIe siècle. Parmi les plus anciennes de la zone, il faut indiquer celle de Sainte-Marie de Pobeña et celle de la Cerrada de Ranes, à Cardeo (dans la commune de Zierbena).
En 1212, Diego Lopez II de Haro, seigneur de Biscaye, fait don à Sancho Ortiz Marroquín de Montehermoso de plusieurs églises de la vallée de Somorrostro, dont celle de San Julián de Muskiz, ainsi que le droit de douane sur les minéraux qui passent par la ria de Barbadún. C'est à cette époque que San Julián de Muskiz est érigé en paroisse. Autour de sa juridiction est créé le conseil de San Julián de Muskiz. L'actuel Muskiz, situé à l’extrémité occidentale de la seigneurie de Biscaye, est alors un des quatre conseils de la vallée de Somorrostro, qui regroupe les quatre conseils occidentaux des Enkarterri, avec les trois conseils orientaux. Muskiz est alors une terre des seigneurs féodaux et de maison-tour.
Au XIVe siècle, grâce à Lope García de Salazar, nous avons une information sur les événements de la Biscaye bas médiévale parce que dans son livre Bienandanzas et Fortunas on reprend les faits les plus importants de ces conflits entre les deux côtés. La famille Salazar, à laquelle appartenait le chroniqueur, a détenu le contrôle de la vallée de Somorrostro depuis le château de Muñatones. Cette famille établie à Muskiz s'apparentant, vers 1256, avec celle des Muñatones. Tout comme d'autres parents plus grands, cette famille était propriétaire des terres et des hommes, jouissait de revenus, d'exonération fiscale et soumettait à son autorité les habitants de la zone d'influence.
La prolifération de tours à Muskiz est déterminée par le règlement des Salazar à Muñatones, ceux qui, contrôlant le territoire depuis son domaine, installent ses parents dans les différents quartiers de la commune : Pobeña, Montaño, Memerea, San Julian, Santelices, la Rigada. Ces maisons-tours étaient d'authentiques centres d'exploitation et administration des ressources des environs. La construction la plus significative de cette période est le château de Muñatones.
Le château de Muñatones, dans la vallée du Barbadun, a été construit par Juan Lopez de Salazar vers 1260. Cette maison-tour sera reconstruite au XVe siècle et, encore de nos jours, est conservé en bon état. Un autre membre de la famille, Lope García de Salazar écrira en étant emprisonné dans ce même château l'œuvre Bienandanzas et Fortunas, qui rapporte les guerres des bandes médiévales en Biscaye. Le majorat personnel de Lope Garcia de Salazar à Muskiz étaient ses tours de San Martín Muñatones et de Santelices, la forge du Pobal et de l'Arenao, cette dernière à Galdames, et les moulins à eau la Puente et de Fresnedo. Indépendamment de ces bénéfices, il percevait des revenus additionnels, provenant du trafic du minerai de fer (70 000 maravédis annuels), la Prévôté de la ville de Portugalete et les péages des ports de San Martín à Muskiz (aujourd'hui disparu) et Portugalete.
Outre les Salazar, d'autres lignées des bandes ont construit leurs maisons-tours dans le territoire de Muskiz. Les Salcedo, Marroquines, Puchetas, Santelices ou Bañales. La légende raconte qu'on est arrivé à avoir 17 maisons-tours dans le territoire de Somorrostro réparties dans les nombreux quartiers et les lieux de population de la commune.

## Démographie
| 1897  | 1900  | 1910  | 1920  | 1930  | 1940  | 1950  | 1960  | 1970  | 1981  | 1991  | 2001  | 2006  |
| ----- | ----- | ----- | ----- | ----- | ----- | ----- | ----- | ----- | ----- | ----- | ----- | ----- |
| 2,468 | 2,663 | 4,069 | 4,239 | 4,345 | 4,060 | 4,077 | 4,733 | 6,011 | 6,054 | 6,358 | 6,558 | 6,839 |

## Politique
Les élections aux Juntes générales de Biscaye de 2011 ont donné le Parti nationaliste basque (PNV-EAJ) vainqueur des élections à Muskiz. Les sièges ont été répartis comme suit :
| Parti                                    | Sièges | Nombre de voix  |
| Parti nationaliste basque (PNV-EAJ)      | 5      | 1 473 (34,75 %) |
| Biltzen                                  | 3      | 782 (18,45 %)   |
| Parti socialiste du Pays basque (PSE-EE) | 2      | 707 (16,68 %)   |
| Eusko Alkartasuna                        | 2      | 604 (14,25 %)   |
| Por Muskiz, Bai                          | 1      | 483 (11,39 %)   |
| Alderdi Popularra (PP)                   | -      | 109 (2,57 %)    |

## Économie
L'économie de Muskiz est liée à l'entreprise Petronor, qui y construit dans les années 1970 la plus grande raffinerie de pétrole d'Espagne. La tour de la raffinerie, de 222 mètres de haut, est appelée la Catalítica. Le logo de l'entreprise est une stylisation du château des Muñecones.

## Patrimoine

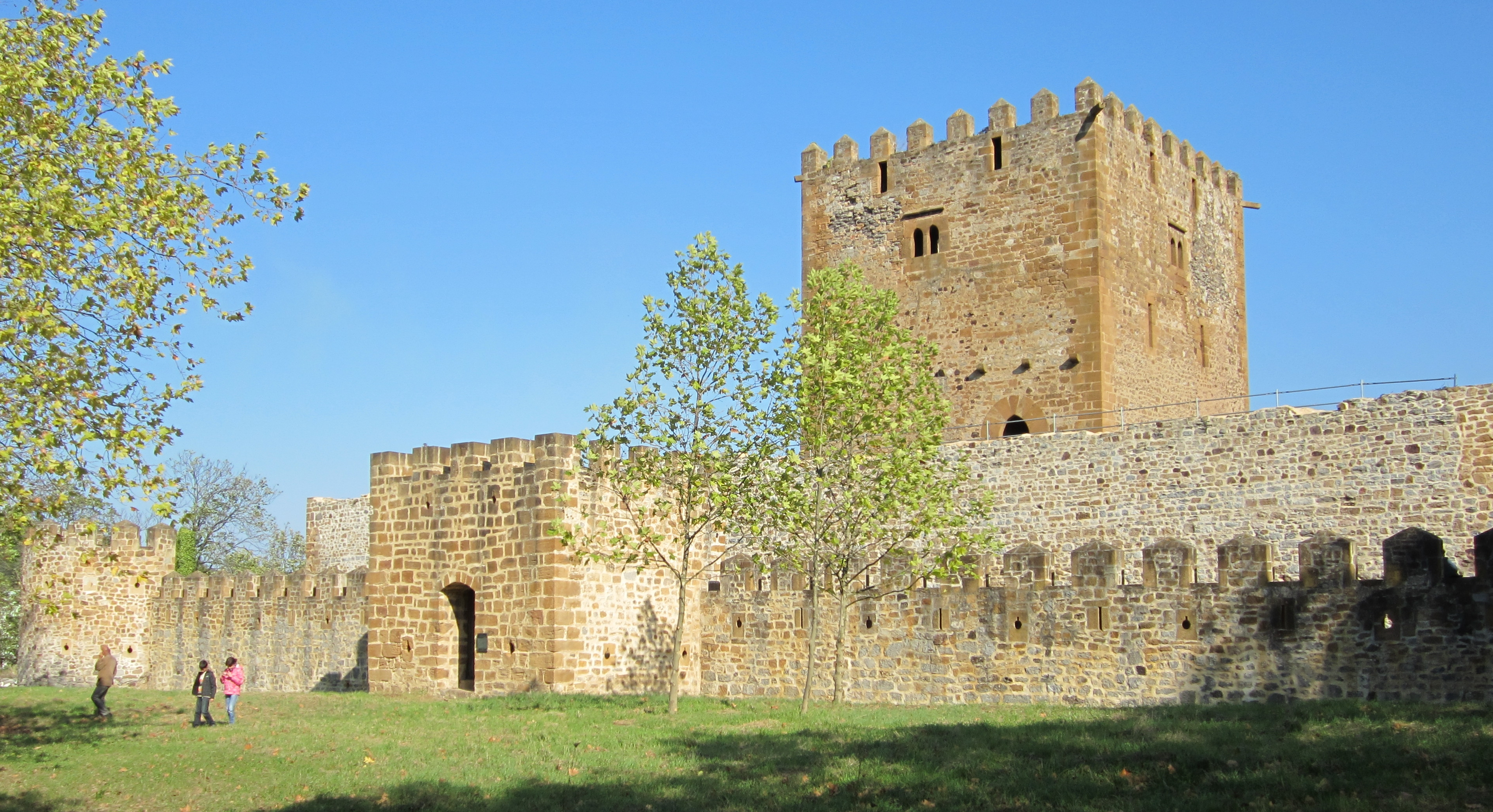
Château de San Martín de Muñatones à Muskiz

## Fêtes
La fête patronale de Muskiz se tient le jour de la saint Jean-Baptiste, le 24 juin. En plus de cette fête commune à toute la commune, les différentes localités peuvent avoir des fêtes supplémentaires :
- saint Julien : le premier week-end de janvier.
- carnaval : saint Jean (21 juin).
- El Covarón : 1er mai.
- La Glorieta : le premier week-end de juillet.
- Memerea : sainte Marie-Madeleine (22 juillet)
- La Rigada : Notre-Dame et saint Roch (15-17 août)
- Pobeña : Vierge du Secours (8 septembre)
- La Rabuda : en septembre.
- fête agricole : en septembre.
- fête de la chasse et de la pêche : en septembre.
- Pobeña : El Socorrillo (premier dimanche d'octobre)

## Personnalités liées à la commune
- Rubén Ruiz Ibárruri (1920-1942) : fils de la Pasionaria, soldat de l'armée populaire de la République, puis lieutenant de l'Armée rouge.
- María Salomé Loredo y Otaola de Subiza (1854 - 1928) : femme pieuse révérée en Argentine.
- José Agustín de Llano y de la Cuadra (1722 - 1794) : ministre d'État et ambassadeur en Allemagne, durant le règne de Charles IV.
- Nicolás de la Cuadra (1663-1728), peintre barroque.
- Lope García de Salazar (1400-1476) : seigneur et historien, auteur de Bienandanzas e Fortunas.
- Urko Olazabal (1978-), acteur basque.

### Sources
- (es) Cet article est partiellement ou en totalité issu de l’article de Wikipédia en espagnol intitulé « Musques » (voir la liste des auteurs).